# 加速器物理學
加速器物理學是应用物理学的一个分支，這門學科主要涉及粒子加速器的设计、建造和运行，以及研究相对论性带电粒子束的运动和對這些粒子束的操控、觀察以及這些粒子束在电磁场作用下與加速器结构的相互作用。
使用粒子加速器进行实验不被视为加速器物理学的一部分，而是根据实验的目的歸類為粒子物理學、原子核物理学、凝聚态物理学或材料物理学等。